# فوكر إف الثالثة
فوكر إف الثانية (بالإنجليزية: Fokker F.II)‏ هي طائرة ركاب أنتجت في 1921 بهولندا. من صناعة فوكر. كانت تستخدم بشكل أساسي من قبل الخطوط الجوية الملكية الهولندية. كان أول طيران لها في أبريل 1921. صنع منها 66 طائرة.

## المستخدمون
- الخطوط الجوية الملكية الهولندية
- دويتشه ايرو لويد